# Турки ибн Сауд аль-Кабир
Турки ибн Сауд аль-Кабир  (англ. Turki bin Saud al-Kabir; 1991 — октябрь 2016) — саудовский принц. О его казни  сообщили саудовские государственные средства массовой информации 18 октября 2016 года. Он стал первым членом саудовской королевской семьи, казнённым после  19-летней принцессы Мишаль бинт Фахд в 1977 году.

## Биография
Турки ибн Сауд аль-Кабир был правнуком Сауда ибн Абдул-Азиза ибн Сауда и Нуры — сестры короля Абдул-Азиза. Сауд аль-Кабир был видной фигурой в меджлисе внутренних советников, которые были очень близки к королю Абдул-Азизу, правившему Саудовской Аравией до 1953 года. Принц Турки признал себя виновным в убийстве Адель ибн Сулеймана ибн Абдулкарима аль-Мухаймида, которого он застрелил в 2012 году. Жертва была «другом» стрелка, который также ранил других людей в драке в пустыне за пределами Эр-Рияда.
После того, как отец жертвы отказался от дии, предложенной отцом убийцы, началась подготовка к казни принца. За несколько часов до неё состоялась встреча приговорённого с друзьями и семьёй, продолжавшаяся четыре часа. Ожидая казни принц также проводил время, молясь и читая Коран до молитвы Фаджр. Около 7 часов утра тюремный надзиратель отвёз его туда, где осуждённый должен был написать своё завещание. После того, как принц совершил омовение, в 11 утра его отвезли в мечеть. В последний час перед казнью его отец вновь пытался убедить отца жертвы простить принца и принять дию, но отец жертвы не принял это предложение и не простил убийцу своего сына. Попытка провалилась, и казнь состоялась сразу после совершения молитвы Аср в 16:13 по местному времени. Принц Турки был казнён путём обезглавливания. Это была 134-я смертная казнь в 2016 году в Саудовской Аравии.
Казнь Турки аль-Кабира вызвала широкий интерес и дискуссию в саудовских социальных сетях, и значительное количество людей со всей страны выступили в поддержку решения саудовских властей, отмечавших, что к принцу отнеслись как к любому другому гражданину Саудовской Аравии. В то же время ряд экспертов отмечали, что казнённый принц не занимал какую-либо видную роль в королевской семье.